# Kohneh Rūdposht
Kohneh Rūdposht (persiska: کهنه رودپشت) är en ort i Iran.   Den ligger i provinsen Gilan, i den norra delen av landet, 210 km nordväst om huvudstaden Teheran. Antalet invånare är 381.
Terrängen runt Kohneh Rūdposht är mycket platt. Runt Kohneh Rūdposht är det tätbefolkat, med 790 invånare per kvadratkilometer. Närmaste större samhälle är Lāhījān, 14,9 km sydväst om Kohneh Rūdposht. Trakten runt Kohneh Rūdposht består till största delen av jordbruksmark.